# Rodzimowierstwo germańskie w Kanadzie

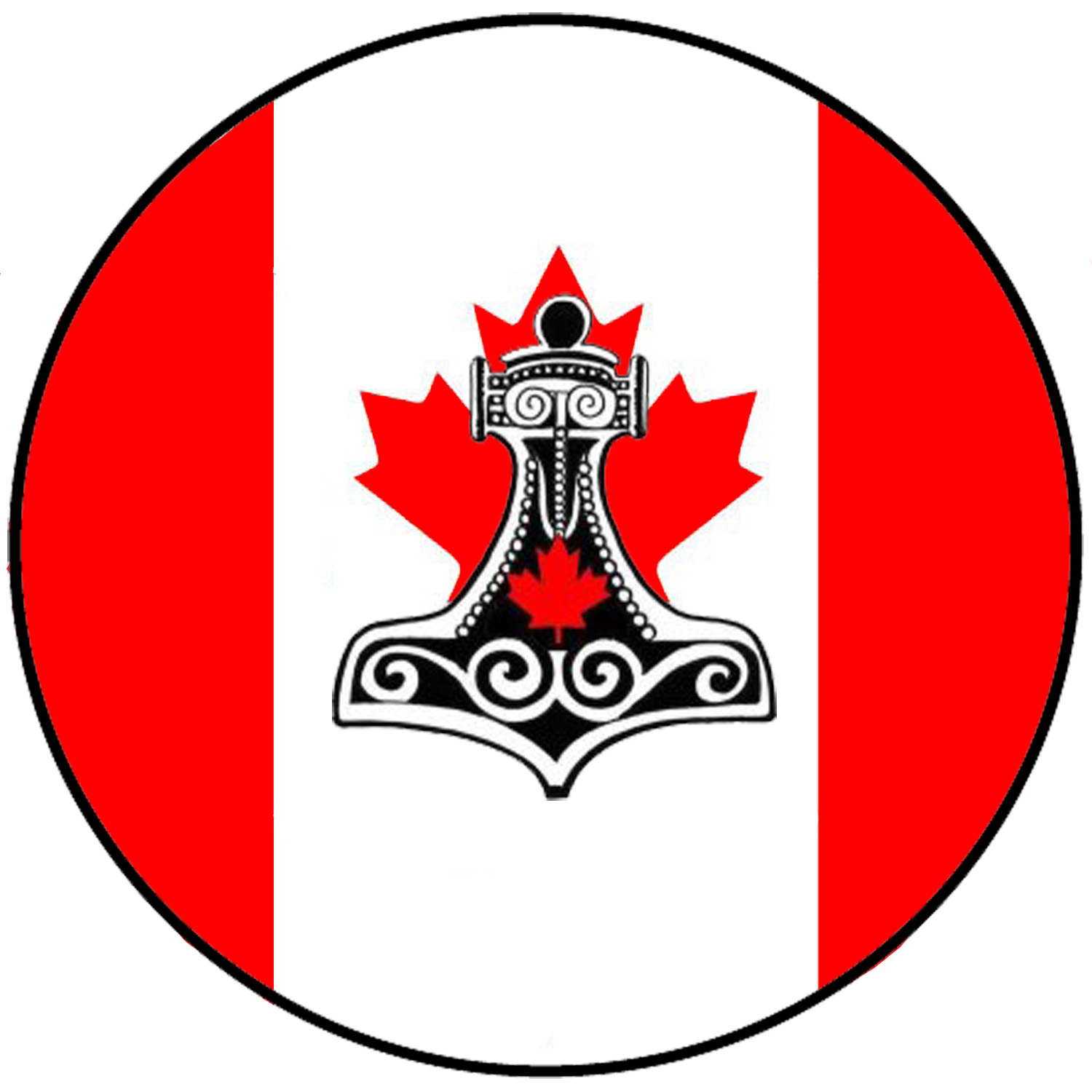
Tarcza łącząca flagę Kanady z Mjølnerem (młotem Thora) – znak używany często przez kanadyjskich rodzimowierców germańskich

Rodzimowierstwo germańskie w Kanadzie zorganizowane jest w wielu regionalnych organizacjach i forach, jak Heathen Freehold Society of BC czy Maritime Heathens. Nie posiada jednej, ogólnokrajowej organizacji, jakkolwiek kanadyjscy rodzimowiercy germańscy prowadzą neutralny portal o swojej wierze − Asatru.ca. Poza tym, istnieje również szereg pomniejszych organizacji skupionych na rozwoju tej religii w Kanadzie, jak Klan Clearwater czy Klan Rúnatýr.
Kanadyjskie rodzimowierstwo germańskie kształtuje się pod silnym oddziaływaniem organizacji ze Stanów Zjednoczonych, takich jak The Troth, Ásatrú Alliance, Ásatrú Folk Assembly czy innych wpływowych grup. Znaczny poziom wpływu mają również brytyjskie, skandynawskie i inne europejskie organizacje, w tym Ryt Odyniczny. Podczas gdy różnica pomiędzy „ludowym” a „uniwersalistycznym” pojmowaniem rodzimowierstwa germańskiego nie jest tak mocno zakorzeniona w kulturze jak to ma miejsce w Stanach Zjednoczonych, inne różnice, jak kwestia akceptacji w religii Jötunów (Gigantów) czy elementów Wikki, wzbudzają większe kontrowersje.

## Terminologia
Współczesne użycie słowa Heathen wywodzi się ze staroangielskiego hæðen, oznaczającego niechrześcijanina i używanego w taki sam sposób, jak goj. Możliwe również, że określenie to pochodzi z gockiego haiþi, oznaczającego mieszkańca wrzosowisk. W czasach współczesnych wśród rodzimowierców germańskich przyjęto je w znaczeniu osoby praktykującej politeistyczną religię i światopogląd zakorzenione w przedchrześcijańskiej religii Germanów. Dla wielu rodzimowierców germańskich (ang. Heathens) bycie określanymi jako poganie jest niewłaściwe ze względu na eklektyczne postrzeganie neopogan, dominujące wśród publiczności dyskursu głównego nurtu.

### Różnice z amerykańskim Asatru
W przeciwieństwie do Stanów Zjednoczonych, w Kanadzie nie pojawiły się nurty pokroju teodyzmu czy modele klanów opartych na pojedynczych przywódcach. Większość kanadyjskich klanów jest tworzona i zarządzana demokratycznie. Organizacje jak Heathen Freehold Society of BC, Klan Rúnatýr czy inne skupiają się na rodzinnym aspekcie rodzimowierstwa germańskiego, traktując rodzinę jako mniejszą część większej całości, jaką tworzy klan. Mogą być one przedstawiane jako ogniska czy gospodarstwa domowe, tworzące większą jednostkę plemienną.
Podobnie jak w przypadku europejskiej ekspresji Fyrnsidu czy Folketro, wielu kanadyjskich rodzimowierców germańskich widzi przyjmowanie obyczajów swoich bardziej bezpośrednich przodków jako ożywcze dla ich religii. Mogą to być obyczaje francuskie, angielskie, irlandzkie, słowiańskie czy indiańskie, przyjęte w ramach germańskiego światopoglądu rodzimowierczego. Wynika to po części z wielokulturowości kanadyjskiego społeczeństwa, w przeciwieństwie do amerykańskiego tygla narodów. Nie są niczym niezwykłym ofiary składane niegermańskim Landvaettirom, takim jak te pochodzące z mitologii celtyckiej, słowiańskiej czy indiańskiej. Najczęściej ma to miejsce w indywidualnej praktyce kultowej poszczególnych rodzimowierców, zaś kult publiczny czy w ramach klanu jest raczej germanocentryczny. Podczas gdy nie ma przyzwolenia na przywłaszczenie kulturowe, zdrowy szacunek oraz respektowanie dawnych mieszkańców kraju tak samo, jak przodków wierzących (niezależnie od pochodzenia) są rekomendowane.

## Święta

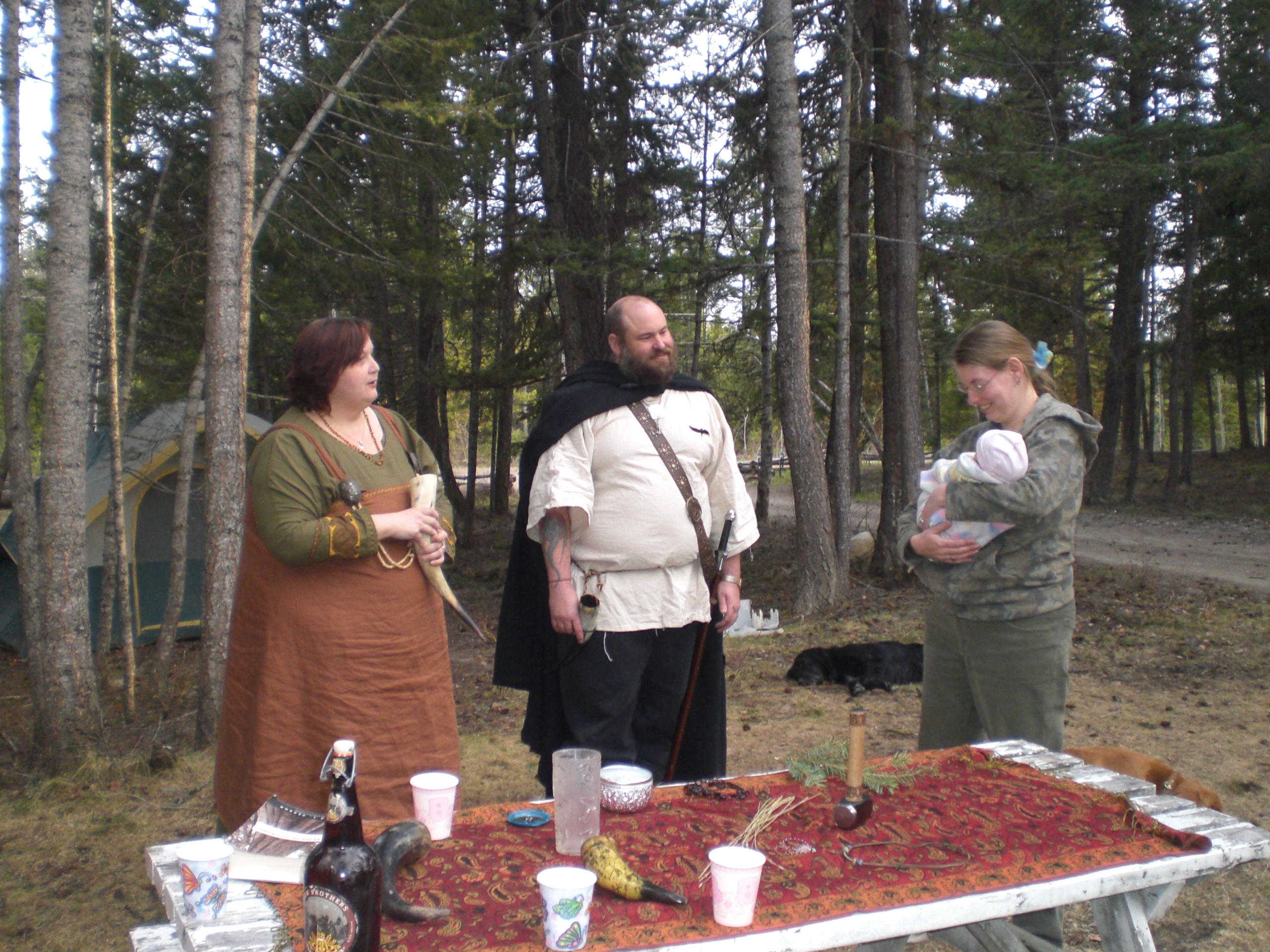
Ceremonia nadania imienia w Heathen Freehold Society of BC.

Rodzimowiercy germańscy zbierają się na różnych świętach zależnie od regionu. Niemniej jednak, najważniejsze i zarazem najpowszechniejsze z nich dotyczą przesileń i równonocy. Dwoma najszerzej obchodzonymi świętami są Jul i Midsommar, podczas gdy równonoce oraz mniejsze święta cyklu rocznego są bardziej zróżnicowane pod względem celebracji. Tradycyjnie, większość germańskich uroczystości rodzimowierczych opiera się na kalendarzu rolniczym z głównym świętem Jul, będącym czasem, gdy rezygnuje się z pracy w związku z ciemnością i chłodem, a rodziny zbierają się razem. Utrzymywanie powyższego, kwartalnego podziału, jednak w kontekście współczesnego rodzimowierstwa germańskiego, spełnia zapotrzebowanie na przewidywalny i stabilny kalendarz świąt, pozwalający na łatwe planowanie.
Innymi większymi świętami kanadyjskich rodzimowierców germańskich są regionalne festiwale, jak Hail & Horn Gathering, Midgard Festival, Kaleidescope Gathering czy Gathering for Life on Earth, spośród których jedne są typowo rodzimowierczymi wydarzeniami, podczas gdy inne mają charakter pan-neopogański, gromadząc przedstawicieli i przedstawicielki wielu różnych grup.
Rodzimowiercy germańscy gromadzą się również w celu obchodzenia najważniejszych obrzędów przejścia, jak ceremonia nadania imienia niemowlęciu, wejście dziecka w stan dorosłości, śluby czy pogrzeby. Spajają one społeczności rodzimowierców germańskich razem, a także przyciągają innowierczych członków rodzin i przyjaciół częściej, niż święta sezonowe.

## Obyczaje
Podstawowe obyczaje kanadyjskich rodzimowierców germańskich są podobne do tych z innych grup na całym świecie. Wśród nich wyróżnia się dwa najbardziej rozpowszechnione – są to blót i symbel, po nich zaś różne wota, jak np. sóa. Owe ceremonie i obyczaje mają na celu oddanie czci święty mocom, czyli bóstwom północnoeuropejskim, duchom ziemi i przodkom.

### Blót
Blót jest obrzędem, którego najważniejszym elementem jest ofiara składana świętym mocom. Tradycyjnie była to ofiara zwierzęca i w takiej formie zdarza się również w czasach współczesnych. Najczęściej współczesne kanadyjskie blót przyjmuje formę biesiady, w trakcie której znaczącą porcję jedzenia i alkoholu – najczęściej miodu lub piwa – pozostawia się z boku dla bóstw, duchów i/lub przodków.

### Symbel
Najświętszym obyczajem zaraz po blót jest symbel. Typowa, jednak czasami modyfikowana formuła symbelu, polega na przekazywaniu naczynia do picia (najczęściej rogu), wypełnionego alkoholowym lub bezalkoholowym napojem, w trzech rundach. Pierwsza runda toastów lub pochwał skierowana jest do bóstw, druga do bohaterów i przodków, trzecia zaś określana jest jako runda „przysięgi, toastu lub przechwałki” (ang. „oath, toast or boast”). Wiele klanów w Kanadzie czyni rozróżnienie pomiędzy „symbelem uroczystym” (high symbel) a „symbelem powszednim” (low symbel). Rozróżnienie to nie odnosi się do świętości obyczaju, ale do jego konstrukcji.

#### Symbel uroczysty
Symbel uroczysty określa rytualne spożywanie napoju, w trakcie którego dopuszczalne jest jedynie sławienie germańskich bogów i bogiń. Ta forma jest częściej przyjmowana na zebraniach, w trakcie których więcej niż jeden klan zbierze się w celu uczestnictwa w symbelu, jak Hail and Horn Gathering czy Kaleidoscope Gathering.

#### Symbel powszedni

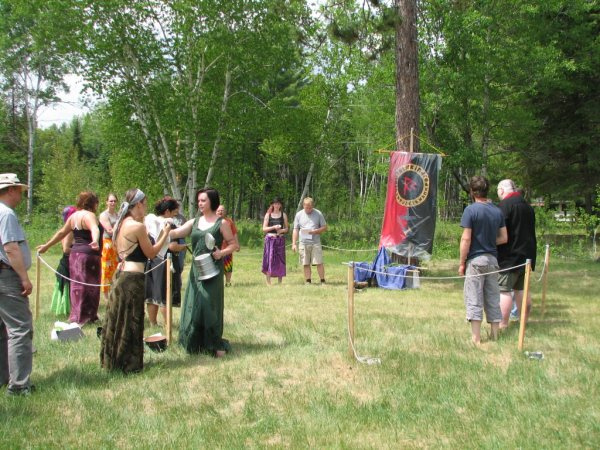
Zebranie ludzi na Festiwalu Midgard w Eganville Ontario w celu złożenia ofiary bogini Nerthus po odbytej procesji, lato 2010.

Symbel powszedni jest praktykowany częściej na niewielkich, klanowych zebraniach. Tak długo, jak nie istnieją zasady zabraniające uczestnictwa w obyczaju innowiercom, tacy goście mogą sławić swoich własnych bogów. Jest to częste w przypadkach, gdy innowiercza osoba w rodzinie wyraża chęć uczestnictwa w życiu klanu, a także wynika z inkluzywnego charakteru kultury Kanady.

### Ofiary
Ofiary wotywne stanowią najczęstszą formę ofiar. Przedmioty posiadające jakąś wartość dla osoby je składającej są spalane, zatapiane lub niszczone. Czynność ta określana jest jak sóa lub faining. Tradycyjnie część ofiarowywanych przedmiotów stanowią elementy uzbrojenia, biżuteria czy dobra używane w gospodarstwie domowym. Część kanadyjskich rodzimowierców germańskich przyjęła również niektóre tradycje kanadyjskich Indian w zakresie ofiar, w tym przekazywanie lub palenie tytoniu czy cedru.

### Procesje
Procesje są kolejnym sposobem czczenia bóstw, opisywanym w „Germanii” Tacyta w odniesieniu do bogini Nerthus oraz w sagach w odniesieniu do boga Frejra. Przyjmuje różne formy, jednak za każdym razem posąg lub inne przedstawienie bóstwa umieszczane jest w wózku lub lektyce przenoszonej nad ziemią. Obyczaj ten jest praktykowany przez liczne grono współczesnych rodzimowierców germańskich w Kanadzie. Może stanowić część festiwalu, parady, lub też odbywać się na terenie prywatnym.

## Spory wewnętrzne
Pomimo tego, że pomiędzy rodzimowiercami w Kanadzie występuje wiele podobieństw, istnieją również różnice zdań odnośnie do tego, w jaki sposób praktykować rodzimowierstwo germańskie. Na wiele z tych rozbieżności wpływ ma amerykańskie rodzimowierstwo germańskie, jednak występują także zawiłości będące specyficzne dla Kanady na tle Stanów Zjednoczonych czy Europy.

### Rekonstrukcjonizm i gnoza
Począwszy od roku 2000. wśród praktykujących rodzimowierstwo germańskie obserwowany jest zwrot ku zgodności historycznej. Współcześni rodzimowiercy, będąc pod wpływem takich autorów, jak Bil Linzie, Swain Wodening czy prace Garman Lorda (teodyzm), przyjmują bardziej rekonstrukcjonistyczne podejście w rozwijaniu swojej religijności. Rekonstrukcjonizm zakłada opieranie się przede wszystkim na tekstach źródłowych, znaleziskach archeologicznych i wtórnych źródłach akademickich w celu możliwie wiernego przyjęcia światopoglądu i praktyk germańskich paleo-pogan. Osoby, które nie przywiązują tak dużej wagi do źródeł akademickich mogą przyjmować swoje własne poglądy, wierzenia i doświadczenia – w tym bóstwa i obyczaje – w ramach osobistej ścieżki rozwoju duchowego. Jest to określane jako „niezweryfikowana gnoza osobista” (ang. Unverified Personal Gnosis, UPG). Akceptacja wobec takiej gnozy może być źródłem rozdźwięku pomiędzy wyznawcami.

### Ludowość, uniwersalizm i kwestie rasowe
W przeciwieństwie do Ásatrú w Stanach Zjednoczonych, dychotomia ludowy-uniwersalistyczny nie jest wyraźnie zarysowana w Kanadzie. Kwestia ta zasadza się na podziale wśród rodzimowierców germańskich, spośród których część uważa, że tylko osoby germańskiego pochodzenia mogą wyznawać germańską wiarę rodzimą (podejście etniczne, ludowe), podczas gdy inni rodzimowiercy odrzucają takie założenie (podejście uniwersalistyczne). Większość kanadyjskich rodzimowierców germańskich przyjmuje postawę, zgodnie z którą nikt nie ma prawa dyskryminować czyjejkolwiek woli do kultywowania germańskich tradycji; zdanie to podziela wiele organizacji kanadyjskich rodzimowierców germańskich. W Kanadzie, ze względu na wielokulturowy charakter niemałej części tamtejszego społeczeństwa, postawy rasistowskie w obrębie głównego nurtu ruchu rodzimowierczego są marginalizowane. Należy przy tym odnotować, że niektórzy biali supremacjoniści rasowi oraz organizacje neonazistowskie usiłują przywłaszczać germańską symbolikę rodzimowierczą w swoich własnych celach, jednak organizacje rodzimowiercze zdecydowanie się od nich odcinają.

### Kult Jötunnów
Kult Jötunnów (Olbrzymów) stanowi przedmiot debaty pomiędzy rodzimowiercami germańskimi w Kanadzie tak, jak i w innych krajach. Wynika to w dużej mierze z wpływów Pogaństwa Tradycji Północnej (ang. Northern Tradition Paganism), szczególnie Ravena Kaldera w Stanach Zjednoczonych jak również niektórych historyków i innych autorów, z którymi zagadnienie to pojawiło się w Kanadzie i zostało w niektórych przypadkach przyjęte przez określone grupy. Niektóre grupy czczą zatem olbrzymów lub posiadają w ramach swej społeczności niewielkie frakcje, oddające olbrzymom cześć poza obrębem vé.
Największa część sporu obraca się wokół postaci Lokiego. Część rodzimowierców germańskich wprowadza w swoich domach tabu przeciwko wspominaniu jego imienia, podczas gdy inni świadomie honorują Lokiego w trakcie symbelu za każdym razem, kiedy wznoszony jest toast za Odyna. Wątek ten jest najistotniejszy dla praktykujących skandynawską formę rodzimowierstwa germańskiego, mając mniejsze znaczenie dla rodzimowierców anglosaskich czy frankońskich. W 2014 roku w Raven's Knoll pod Eganville w prowincji Ontario został założony Vé Jötunnów jako miejsce do wznoszenia poświęconych im słupów, uosabiający fizyczną reprezentację kosmologiczną Jötunheimu, gdzie w podobny sposób bogowie i boginie są przedstawieni w Wyższym Vé.

### Obyczaje niegermańskie
Choć honorowanie niegermańskich bogów w trakcie symbelu powszedniego nie jest czymś rzadkim w kanadyjskich klanach, to już włączanie niegermańskich obyczajów do publicznego kultu wzbudza większe kontrowersje. Niektórzy rodzimowiercy germańscy mogą postrzegać podobne zachowanie jako przywłaszczenie kulturowe i nie popierać w żaden sposób podobnych działań. Niemniej jednak inni są bardziej otwarci na podobne pomysły, dążąc do usprawiedliwienia swojego postępowania poprzez wyrażenie uznania dla historii i przodków kraju, w którym przebywają. Najwięcej sporów dotyczy przyjmowania obyczajów ludowych kanadyjskich Indian. Część kanadyjskich rodzimowierców germańskich uważa to za przywłaszczenie kulturowe, podczas gdy dla innych jest to sposób na okazanie czci w kierunku rdzennych mieszkańców kraju w takim samym stopniu jak, szczególnie w odniesieniu do Frankokanadyjczyków, ich własnym przodkom.

## Historia i różnice regionalne
Kanada jest drugim pod względem wielkości krajem świata zaraz po Rosji i posiada oficjalnie politykę dwujęzyczności w języku angielskim oraz francuskim, a także ideologię wielokulturowości. Kanadyjska Ustawa o Wielokulturowości uznaje Pierwsze Ludy (Indianie kanadyjscy, Inuici i Metysi), ludność angielską i francuską, która pomagała budować Kanadę, na równi z imigracją z wielu części świata. Z powodu dużej powierzchni i wielokulturowego charakteru Kanady występuje duża liczba różnic regionalnych w każdej części kraju w odniesieniu do rodzimowierstwa germańskiego. Pomimo niewątpliwej i znacznej inspiracji przez długi czas amerykańskim i europejskim rodzimowierstwem germańskim na całym obszarze Kanady, pewien zestaw zwyczajowych praktyk kształtuje się niezależnie dla Kanady i każdego z jej regionów.

### Kanada Atlantycka
W Kanadzie Atlantyckiej obecne są dwie znane organizacje regionalne: Maritime Heathens i East Coast Heathens, obejmujące tereny Nowej Szkocji, Nowego Brunszwiku i Wyspy Księcia Edwarda. W przeszłości na Nowej Fundlandii istniała również grupa o nazwie Frithling Society of Newfoundland.

### Québec
Pośród wyznawców rodzimowierstwa germańskiego z prowincji Québec popularne jest wplątywanie elementów zaczerpniętych z Seax Wicca (czasem zwanej też saksońskim czarostwem lub Nordyckim Wicca) do swoich obrzędów. W regionie tym popularny jest również kult olbrzymów w związku z opisywaniem tej praktyki przez jeden z najbardziej aktywnych klanów z Montrealu jako Pogaństwa Tradycji Północnej (rzadziej niż jako rodzimowierstwa germańskiego), a także pożyczania form rytualnych od Ár nDraíocht Féin. Ponadto niektóre z mieszkających w tym regionie osób pochodzenia normańskiego uwzględniają to w swoich wierzeniach.

### Ontario
Ontario, będąca najludniejszą prowincją Kanady, posiada duże zagęszczenie rodzimowierców germańskich w ośrodkach miejskich oraz stosunkowo niezależny system trybalistyczny. W większości miast istnieją klany, włączając w to Barrie, Oakville, Toronto, Thunder Bay i dwa w Ottawie. W miejscowościach Kingston i London istnieją wspólnie obrzędujące grupy, aczkolwiek nie tworzą one struktur klanowych. We wszystkich ośrodkach ponadto mieszkają również osoby niezrzeszone.
Ontario jest również siedzibą Raven's Knoll, obozowiska należącego do rodzimowierców germańskich i innych pogan, w obrębie którego znajduje się również pierwsze publicznie dostępne, stałe vé poświęcone germańskim bóstwom. Każdego roku w trakcie Hail and Horn Gatheringu, pan-kanadyjskiego germańskiego festiwalu rodzimowierczego, w vé dostawiany jest nowy posąg bóstwa. W 2012 ustawiono posąg Odyna, w 2013 - Frigg, w 2014 Frejra, zaś w 2015 Freji.

### Prerie
W Albercie, Saskatchewanie i Manitobie rodzimowierstwo germańskie znajduje się pod dużym wpływem Rytu Odynicznego, nie licząc wyjątków takich, jak np. nieistniejący już klan Har's Hall. W miejscowościach Edmonton i Calgary odbywają się spotkania dyskusyjne, przyciągające osoby wyznające rodzimowierstwo germańskie lub zainteresowane tą religią. W Saskatchewanie i Manitobie obserwowany jest wzrost zainteresowania wyznaniem, z grupami takimi jak klan Trzech Kruków czy facebookową grupą Manitoba Heathens, z ramienia których regularnie organizowane są publiczne wydarzenia i spotkania edukacyjne.

### Kolumbia Brytyjska
Kultura rodzimowierstwa germańskiego w Kolumbii Brytyjskiej została w dużym stopniu ukształtowana przez działające od 2002 roku Heathen Freehold Society. Organizacja ta obejmuje swym zasięgiem całą prowincję i jest jednocześnie największą oraz najdłużej działającą germańską organizacją rodzimowierczą w Kanadzie. Niemniej, w Kolumbii Brytyjskiej działają również inne grupy, z których część stanowią niezależne klany, a część tworzą byli członkowie Heathen Freehold Society, jak np. Fridhgard Fellowship Society. W regionie tym szczególnie istotną wagę na tle kraju przywiązuje się także do roli rodziny, z kolei w przeciwieństwie do innych części kraju niegermańskie obyczaje ludowe raczej nie są spotykane w obyczajowości kolumbijsko-brytyjskich rodzimowierców germańskich.

## Grupy rodzimowierców germańskich w Kanadzie

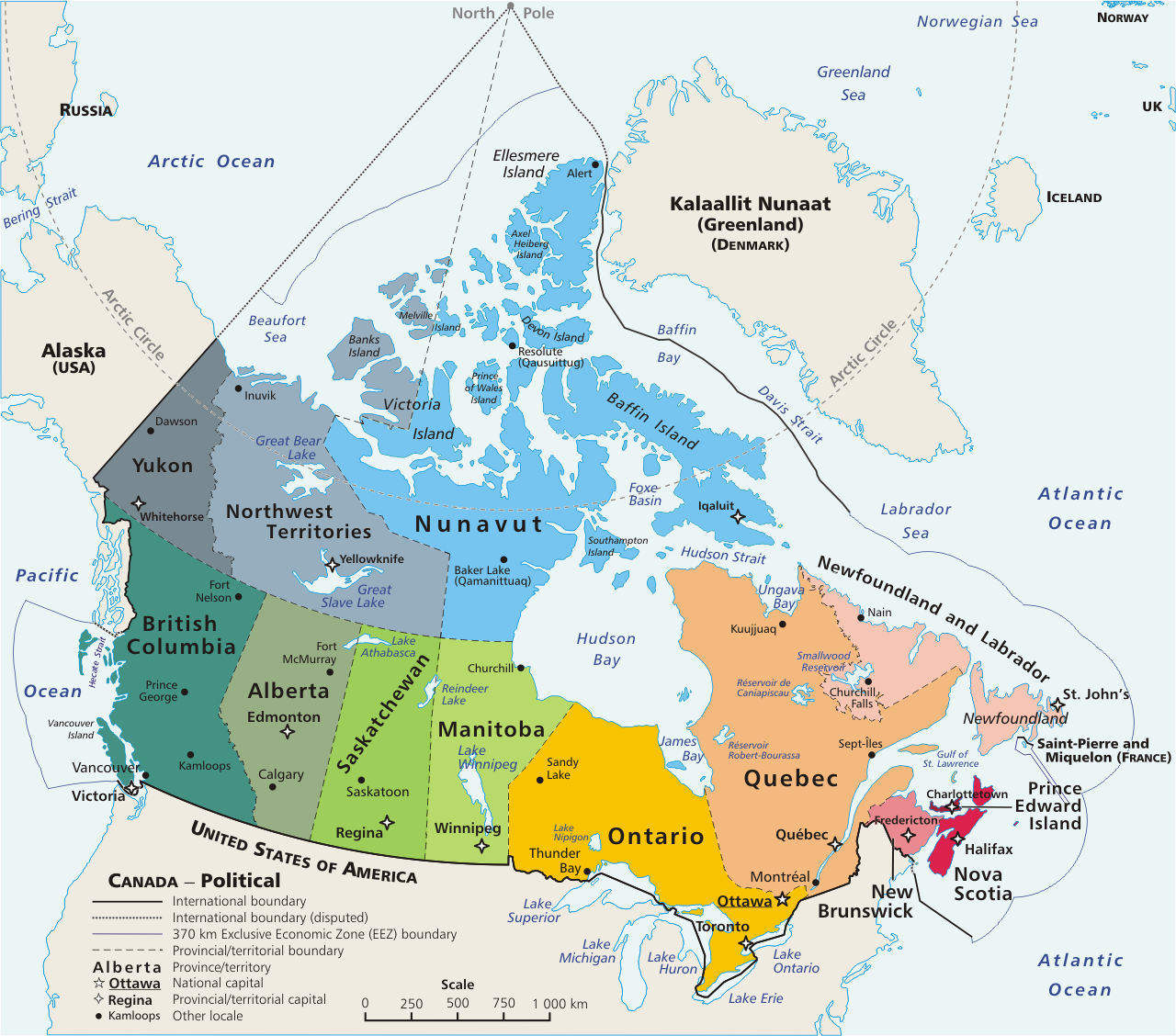
Geopolityczna mapa Kanady

W Kanadzie większość rodzimowierców germańskich zrzesza się w ramach klanów, jakkolwiek jest to zależne od odległości dzielących poszczególnych wyznawców, jak i od istnienia organizacji prowincjonalnych. W przeprowadzonej w 2013 roku internetowej ankiecie jako rodzimowiercy germańscy żyjący w Kanadzie zadeklarowało się 805 osób, jednak z racji na jej dobrowolny, internetowy charakter liczba ta może być większa, poza tym udział w świętach rodzimowierców germańskich biorą również osoby niebędące wyznawcami tej religii.
Klany:
- Austrugr Kindred. maritimeheathen.org. [zarchiwizowane z tego adresu (2018-03-06)]., Halifax NS
- Clearwater Kindred, Calgary AB. calgaryheathens.org. [zarchiwizowane z tego adresu (2014-05-24)].
- Cliffside Kindred, Toronto ON
- Crossroads Kindred, Calgary AB
- Har's Hall Kindred. harshallkindred.wix.com. [zarchiwizowane z tego adresu (2015-01-23)]., Edmonton AB
- Hunter Moon's Hearth, Edmonton AB
- Lokabrenna Kindred, Montreal QC
- Mapleheim Kindred. mapleheim.webs.com. [zarchiwizowane z tego adresu (2011-08-20)]., Ottawa ON
- Nine Mountains Kindred, Montreal QC
- Odin's Volk Kindred, Oakville ON
- Rúnatýr Kindred, Ottawa ON
- Thunder Oak Hearth, Amherst NS
- Unnamed "The Kindred", Kimberly BC
- Unnamed "The Kindred", Kingston ON
- Vikings Of The Metal Age Kindred, Toronto and Smiths Falls ON
- Vindisir Kindred, London ON
- Wayfarers Kindred. thewayfarers.ca. [zarchiwizowane z tego adresu (2011-01-22)]., Barrie ON
- Eyes of Vinland Kindred, Montreal, QC
- Wodan's Kindred. odin.org. [zarchiwizowane z tego adresu (2018-08-09)]., Vancouver Island BC
- Three Raven Kindred, Qu'Appelle SK
- Ferðamenn Miðgard, Toronto ON

Organizacje prowincjonalne:
- Regroupement des clans Germanique du Québec
- Fridhgard Fellowship Society. fridhgard.org. [zarchiwizowane z tego adresu (2011-07-08)]., BC
- Heathen Freehold Society of British Columbia
- Maritime Heathen
- Heathen House, BC

Festiwale i większe zjazdy:
- Hail & Horn Gathering
- Kaleidoscope Gathering
- UCPG Midgard Festival

Inne organizacje:
- The Werthana (Le Werthana)